# Flavio Bizzarri
Pour les articles homonymes, voir Bizzarri.
Flavio Bizzarri (né le 14 mai 1993 à Rome) est un nageur italien, spécialiste de la brasse.
Il remporte le titre de Champion d'Europe junior sur 200 m brasse, après avoir remporté le titre lors des Jeux olympiques de la jeunesse de 2010.